# Aleš Mejač
Aleš Mejač, slovenski nogometaš, * 18. marec 1983, Kranj.
Svojo profesionalno kariero je začel pri domačem Triglavu. V članskem moštvu je začel igrati v sezoni 2001/2002, v kateri je na 14 tekmah dosegel 2 zadetka. Sledil je odhod v Koper, kjer je igral eno sezono, nato pa se je preselil k Muri, kjer je igral 2 leti. V sezoni 2005/2006 je okrepil Belo krajino iz Črnomlja. Že naslednjo sezono se je vrnil h Kopru. Pred začetkom sezone 2008/2009 pa se je prestopil k Mariboru.
Mejač je kot član mladinske reprezentance zbral 12 nastopov in se trikrat vpisal med strelce.
Selektor Matjaž Kek ga je oktobra leta 2008 prvič poklical v reprezentanco. Izbrani vrsti se je pridružil na pripravah pred tekmama v kvalifikacijah za SP 2010 proti Severni Irski in Češki.